# Redstockings
Redstockings, también conocido como Redstockings del Movimiento por la Liberación de la Mujer, es un grupo feminista radical fundado en enero de 1969. El término es una composición de ‘bluestocking’, ‘literata’ –término usado también con la intención de menospreciar a las intelectuales feministas de los siglos más recientes– y ‘red’, ‘rojo’ –color elegido por su asociación a la izquierda política y revolucionaria–.

## Historia
El grupo fue impulsado por Ellen Willis y Shulamith Firestone en febrero de 1969, tras el fin del grupo New York Radical Women. Otras mujeres que fueron uniéndose desde los inicios fueron, por ejemplo, Kathie Sarachild, Patricia Mainardi, Barbara Leon, Irene Peslikis, y Alix Kates Shulman. Shulamith Firestone rompió con New York Radical Women junto con Anne Koedt. Rita Mae Brown también perteneció al grupo durante un breve periodo de tiempo en 1970. El grupo estuvo activo, principalmente, en Nueva York, donde residían la mayoría de sus integrantes. Un grupo llamado Redstockings West, nacido en San Francisco en 1969, era independiente del grupo de éste. Las Redstockings pasaron por varias fases de actividad e inactividad hasta que, en 1970, se separaron para refundarse formalmente en 1973 con Sarachild, Carol Hanisch, Mainardi, y Leon como líderes principales (Willis se involucró entonces solo de forma tangencial).
Una de las primeras acciones del grupo fue el 13 de febrero de 1969, cuando las integrantes irrumpieron en una audiencia del Comité Legislativo Conjunto del Estado de Nueva York sobre Salud Pública, el cual planeaba en aquellos momentos reformar la ley del aborto. Las Redstockings se enfrentaron a los allí presentes, y preguntaron: “¿Por qué en vuestra lista de ponentes hay 14 hombres y sólo una mujer, y además es un monja?”  El presidente del comité contraatacó diciendo que estaban allí porque eran los expertos en el tema. Esto enfureció aún más a las Redstockings, cuya postura al respecto era, primero, que no había mejores expertas sobre el aborto que las propias mujeres, y segundo, que la ley del aborto debía ser derogada y no reformada.
Un mes más tarde, las Redstockings organizaron su propia "audiencia", un encuentro abierto en la Iglesia Metodista de Washington Square, donde doce mujeres explicaron sus experiencias con el aborto ilegal. Aquel encuentro fue la oportunidad de las Redstockings para oír testimonios las que sí consideraban expertas: “somos las verdaderas expertas, las únicas expertas, nosotras somos las que hemos abortado”, dijo una de las doce.
A principios de la década de los 70, las Redstockings consiguieron relevancia en lo referente al aborto por estos encuentros -donde se daba la palabra a las afectadas y se debatía de forma pública-, y también por el Zap (LGBT) y por el teatro callejero. Este estilo de protesta fue emulado durante los primeros años de los 80 por un grupo pro-elección, "No More Nice Girls" (No Más Chicas Buenas). Una de sus fundadoras fue una veterana de las Redstockings, Ellen Willis.
El 3 de marzo de 1989, las Redstockings re reunieron de nuevo en la Iglesia Metodista de Washington Square para conmemorar el 20º aniversario de su primer encuentro en 1969, y debatieron en una charla pública llamada: "Aborto: mujeres cuentan como es y cómo debería ser", 1969-1989.
Recientemente, el grupo ha dirigido un proyecto para, a través de los Archivos para la Acción de la LIberación de las Mujeres, difundir fuentes y trabajos científicos de feministas radicales, organizando el material para la construcción del concepto "Historia para Uso de Activistas"; el proyecto también pone de relieve la teoría de la opresión de las mujeres y qué hacer al respecto.  En 2001, publicaron un libro llamado Haciendo frente al Mito de América: la Liberación de las Mujeres y el Cuidado de la Salud Nacional. En 2006, el grupo creó un sitio web, Redstocking.org aunque Sarachild es la única fundadora del grupo que sigue activa.

## Ideología
El grupo es un gran defensor de la autoconciencia feminista y de la "Línea Pro-Mujer", -la idea de que la sumisión de las mujeres a la supremacía masculina fue una adaptación consciente producida por su falta de poder en el patriarcado: un lavado de cerebro a las mujeres, teoría que fue defendida también por otros grupos de feministas radicales-. Las Redstockings mantienen la visión de que todos los hombres son opresores de las mujeres como clase, y de que es responsabilidad individual de ellos abandonar la supremacía masculina, y de ellas de cambiarse a sí mismas.
La relación de las Redstockings con otras corrientes del feminismo de los 70 fue compleja. Como muchas otras feministas radicales, fueron críticas con grupos de feministas liberales como la Organización Nacional para Mujeres, a quienes veían solo como reformistas que no tenían en cuenta el poder interpersonal de los hombres sobre las mujeres. Las Redstockings estuvieron más influidas por el marxismo que otros grupos de feministas radicales. Aun así, rechazaron enérgicamente el feminismo socialista (al cual se refirieron como feminismo "político") ya que subordinaba la liberación de las mujeres a la lucha de clase. Por otro lado, las Redstockings estaban en contra del feminismo cultural, el cual, bajo su punto de vista, sustituía el compromiso político por la construcción de una cultura de mujeres separatistas. (Bajo el punto de vista de las Redstockings, la mayoría de las demás tendencias del feminismo radical, especialmente después de 1975, fueron expresiones de ese "feminismo cultural".) Brooke Williams era una de las integrantes del grupo que criticó duramente esta tendencia.
Las Redstockings estaban completamente en contra del feminismo separatista, ya que veían en las relaciones interpersonales entre hombres y mujeres un importante terreno para la lucha feminista, y por lo tanto veían el separatismo como una forma de escapismo. (Como la mayoría de las feministas radicales de la época, las Redstockings vieron el lesbianismo, principalmente, como una identidad política más que como una parte fundamental de identidad personal, y es por esto que lo analizaron principalmente en términos políticos.) Las Redstockings también estaban en contra de la homosexualidad masculina, la cual veían como un rechazo profundamente misógino hacia las mujeres. La opinión de las Redstockings sobre los hombres gays y las lesbianas fueron a menudo criticadas como homófobas.

## Escritos
Hay notables ensayos asociados a las Redstockings, como "El Manifiesto Redstockings Manifesto" y el "Programa para la conciencia feminista", así como "La Política de las Tareas Domésticas" de Pat Mainardi. "Ambos fueron incluidos en la antología de 1970 La sororidad es poder: Antología de Escritos del Movimiento por la Liberación de las Mujeres, editado por Robin Morgan.
El grupo refundado publicó una revista, Revolución Feminista. Una antología con casi todos los artículos de la revista fue publicado en 1979 por Random House La antología omite un informe polémico sobre la implicación de Gloria Steinem con un joven grupo liberal, ya que más tarde se supo que había sido financiado por la CIA. La publicación de la antología creó un cisma entre las integrantes de las Redstockings y las feministas más cercanas a Steinem.

## Más lecturas relacionadas
- Davidson, Sara & Mark, Mary Ellen (Photography) (1969). "An 'Oppressed Majority' Demands Its Rights". Life.
- Hanisch, Carol (marzo de 1969). «The Personal is Political». Alexander Street. Archivado desde el original el 15 de mayo de 2008.
- Henwood, Doug (January 24, 2002). "Interview with Kathie Sarachild and Amy Coenen of the Redstockings". Left Business Observer.
- Leon, Barbara (1975). "Over My Shoulder #22: Barbara Leon, from Consequences of the Conditioning Line". Feminist Revolution (excerpt ed.). 
  - Leon, Barbara (May 7, 2006). "Over My Shoulder #22: from Consequences of the Conditioning Line". Rad Geek People's Daily.
- Peslikis, Irene (1969). «Resistances to Consciousness». afn.org. Archivado desde el original el 14 de julio de 2006.
- Sarachild, Kathie (1973). "Consciousness-Raising: A Radical Weapon". Feminist Revolution.
- "Over My Shoulder #21: Kathie Sarachild, "The Power of History"". Feminist Revolution (excerpt ed.). 1975. 
  - Sarachild, Kathie (April 30, 2006). "Over My Shoulder #21: Kathie Sarachild, "The Power of History"". Rad Geek People's Daily.
- Willis, Ellen (1969). "Women and the Myth of Consumerism". Ramparts.